# صمام

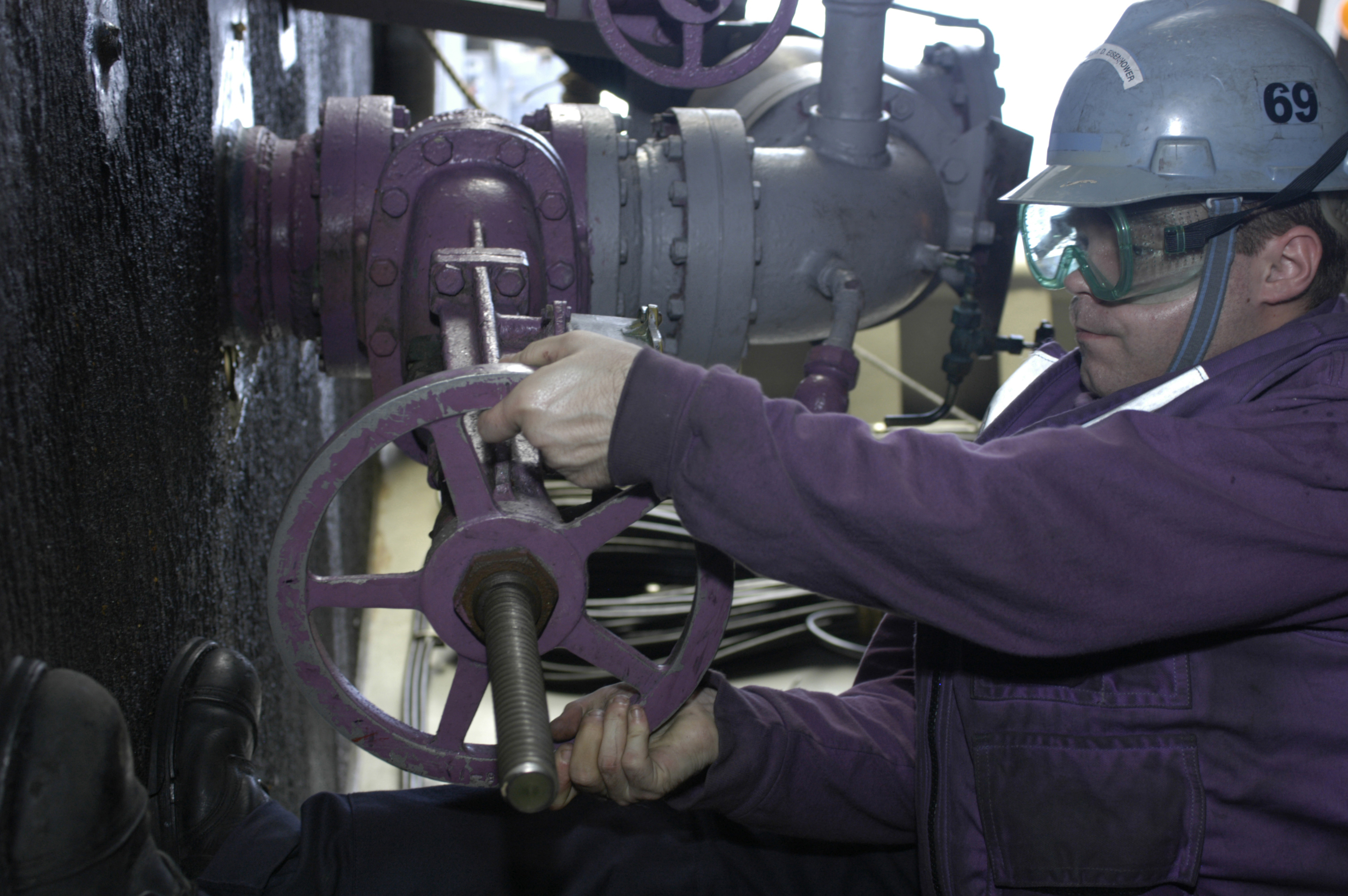
بحَّار يدوّر محبس صمام وقود على متن سفينة.

رمز الصمام في الرسوم الهندسية.

الصِّمَام (بكسر الصاد وفتح الميم دون تشديد) (الجمع: أَصِمَّة)  أو المحبس (الجمع: مَحَابِس) (بالعامية: بَلْف، تعريب valve) هو جهاز يقوم بتنظيم جريان المواد (التي غالباً ماتكون غازية، سائلة، أو صلبة مسيلة)، وذلك عن طريق فتح، أو إغلاق، أو فتح جزئي من أجل تسهيل أو إعاقة الجريان ضمن الأنابيب. من غير الممكن عمل الصمامات بدون وجود الأنابيب المتصلة بها، إلا أنها لا تشكل جزئاً منها وتدرس بشكل منفصل.
تستخدم الصمامات في العديد من التطبيقات منها الهندسية، العسكرية، التجارية، الطبية وغيرها.

## أجزاء الصمام

### جسم الصمام
يتألف الصمام بشكل رئيسي من جسم الصمام وغطاء الصمام. يتم تصنيع جسم الصمام عادة من المعادن مثل النحاس، برونز، الحديد المطاوع أو المسبوك، الصلب، فولاذ غير قابل للصدأ، وغيرها. كما يتم تصنيع بعض الصمامات من البلاستيك في حال عملها عند ضغط منخفض.

### فتحات
هي المعابر التي تسمح للمواد بالجريان داخلة وخارجة من الصمام. يتم فتح هذه الفتحات أو إغلاقها باستخدام القرص. يكون هناك فتحتين إلى ثلاث فتحات في الصمامات الشائعة الاستخدام.

### قرص
يتم منع أو السماح للتدفق بالجريان داخل الصمام بواسطة القرص. على الرغم من تسمية القرص، إلا أنه من الممكن أن يأخذ عدة أشكال أخرى مثل دوّار وغيرها. يكون القرص جزء متحرك ضمن الصمام الثابت من أجل التحكم بكمية الجريان.

### كرسي القرص
كرسي القرص هو الجزء الداخلي من الصمام الذي يكون على تماس مع القرص من أجل إحكام الصمام بشكل جيد ومنع التسرب عند إغلاقه. يكون القرص على تماس مع الكرسي عند إغلاق الصمام، أما في حال وجود دوار داخل الصمام فيكون الكرسي على تماس دائم مع الدوار، ولكن يتغير فقط مساحة سطح التماس بتدوير الدوار. بكل الأحوال فإن الكرسي هو جزء ثابت لا يتحرك من الصمام.

### ساق
ساق الصمام هي عبارة عن قطعة مستقيمة تتمحور داخل وخارج جسم الصمام من أجل نقل حركة التحكم بالجريان من الخارج إلى القرص أو الدوار الموجود في الداخل، حيث تكون متصلة أو متمفصلة مع القرص أو الدوار في داخل الصمام، أما خارجه فتكون متصلة مع مسكة الصمام أو أي جهاز تحكم آخر.
من الممكن أن تكون الحركة التي ينقلها الساق دائرية أو خطية على شكل كبس للداخل أو سحب للخارج. أما في الصمام الذي يحوي دوار فيجب أن تكون الحركة دائرية حصراً.

### غطاء الصمام
يعمل غطاء الصمام على أنه غطاء أو قبعة للصمام. غالباً ما يتم تثبيته بالجسم باستخدام قلاووظ بشكل نصف دائم. حيث توضع الأجزاء الداخلية للصمام داخل الجسم ومن ثم يتم إحكام إغلاق الجسم بواسطة الغطاء. حيث من أجل الوصول إلى الأجزاء الداخلية مرة أخرى يتوجب نزع الغطاء وهذا يتم على الغالب فقط عند إجراءات الصيانة. يوجب بعض الصمامات التي ليس لها غطاء.

### نابض
لدى العديد من الصمامات نوابض من أجل تثبيت القرص في موضعه عند تحريكه في الفتح أو الإغلاق.